# Myiopsitta
Myiopsitta är ett fågelsläkte i familjen västpapegojor inom ordningen papegojfåglar. Släktet omfattar två arter med naturlig förekomst från centrala Bolivia och sydöstra Brasilien till västra Argentina:
- Munkparakit (M. monachus)
- Boliviaparakit (M. luchsi)